# Kungariket Kakheti-Hereti

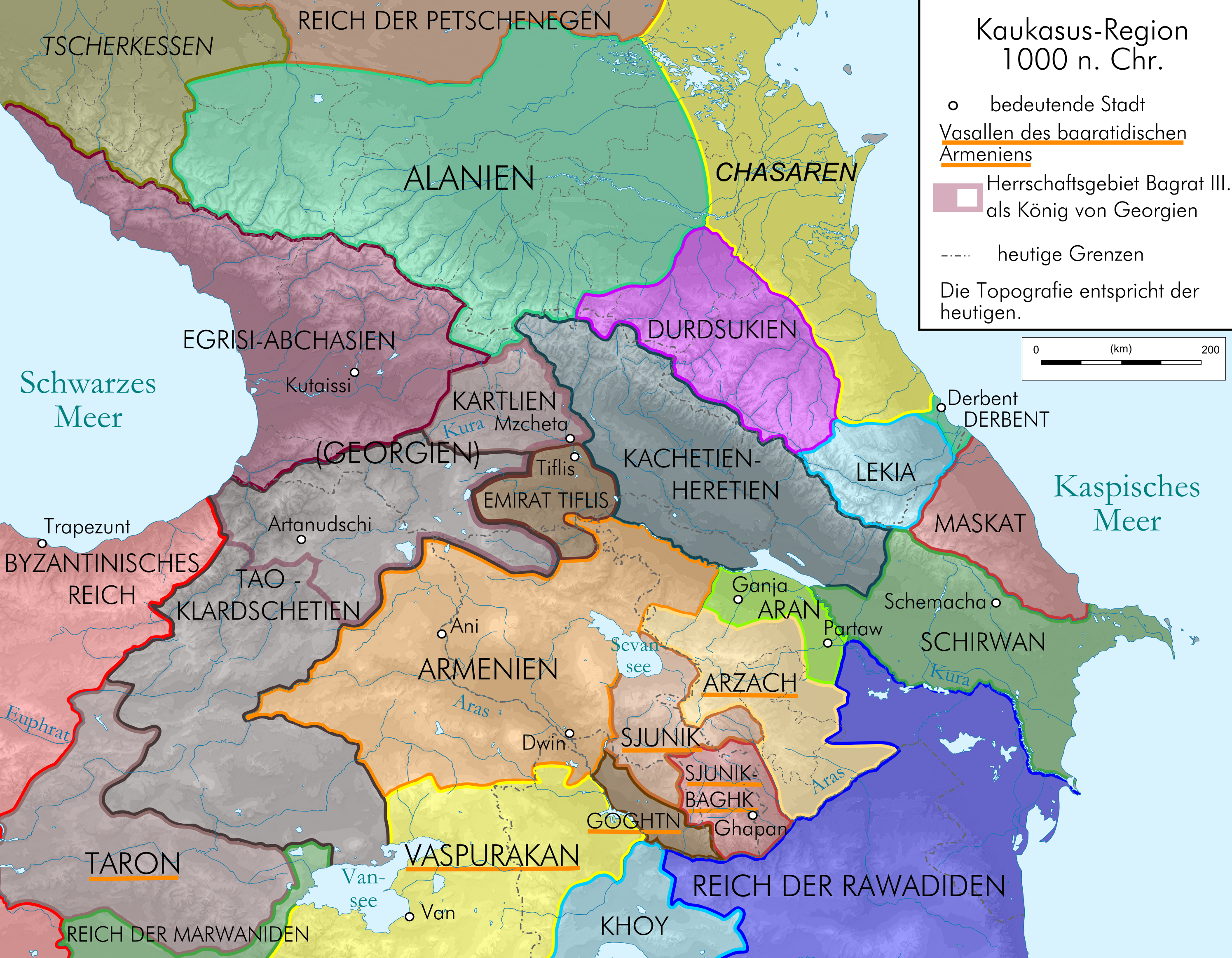
Caucasus 1000 map alt de

Kungariket Kakheti-Hereti var en historisk monarki som låg i nuvarande Georgien mellan 1014 och 1104.
Det uppkom ur furstendömet Iberien och kungariket Hereti.
Det uppgick 1104 i kungariket Georgien.